# Caustic Window (album)
Albums de Caustic Window
Compilation
(juin 1998)
Caustic Window Album (ou Caustic Window LP) est un album de Caustic Window, autre alias de Richard D. James, n'existant physiquement qu'en double vinyle "test pressing". Cet album est produit par Rephlex Records en 1994 et son tirage est limité à quatre exemplaires selon le patron du label Planet Mu et ami de Richard D. James, Michael Paradinas. Sa sortie est annulée.
Au début du mois d'avril 2014, un des très rares exemplaires de Caustic Window est mis en vente sur Discogs au prix de 13 500 $. Le 16 juin 2014, l'album est proposé en téléchargement numérique pour les participants à une campagne Kickstarter destinée à financer l'achat du vinyle physique. Une fois celui-ci numérisé, il est revendu sur eBay pour la somme de 46 300 $ au bénéfice de James, des contributeurs de la campagne Kickstarter et de Médecins Sans Frontières.

## Sortie en fichiers numériques deCaustic Window LP
Avec l'aide du gérant du site WATMM, ce double LP a pu voir le jour le 16 juin 2014 sous forme de fichiers digitaux, avec comme surprise, les noms des titres donnés par Richard D. James lui-même. Il ne sortira jamais en support physique. L'achat de cet album a duré environ un mois et le téléchargement a été proposé le jour de sa sortie en 7 formats : AAC (bitrate VBR), ALAC, FLAC, MP3 (bitrate 320), MP3 (bitrate VBR), OGG
Les deux derniers titres, où il est question de discussions entre Richard et ses amis par téléphone, ont été assemblés pour ne devenir qu'un seul titre.

## Liste des morceaux en version numérique (2014)
| No  | Titre                    | Durée |
| --- | ------------------------ | ----- |
| 1.  | Flutey                   | 8:20  |
| 2.  | Stomper 101mod Detunekik | 7:26  |
| 3.  | Mumbly                   | 5:31  |
| 4.  | Popeye                   | 1:19  |
| 5.  | Fingertrips              | 4:17  |
| 6.  | Revpok                   | 3:43  |
| 7.  | AFX Tribal Kik           | 1:06  |
| 8.  | Airflow                  | 5:06  |
| 9.  | Squidge In The Fridge    | 4:09  |
| 10. | Fingry                   | 4:51  |
| 11. | Jazzphase                | 4:23  |
| 12. | 101 Rainbows Ambient Mix | 8:52  |
| 13. | Phlaps                   | 3:50  |
| 14. | Cunt                     | 4:16  |
| 15. | Phone Pranks             | 2:16  |